# Gallaträsket
Gallaträsket är en sjö i Bodens kommun i Lappland och ingår i Råneälvens huvudavrinningsområde. Sjön har en area på 0,101 kvadratkilometer och ligger 157 meter över havet.

## Delavrinningsområde
Gallaträsket ingår i det delavrinningsområde (736684-175128) som SMHI kallar för Namn saknas. Medelhöjden är 194 meter över havet och ytan är 4,15 kvadratkilometer. Det finns inga avrinningsområden uppströms utan avrinningsområdet är högsta punkten. Vattendraget som avvattnar avrinningsområdet har biflödesordning 2, vilket innebär att vattnet flödar genom totalt 2 vattendrag innan det når havet efter 92 kilometer. Avrinningsområdet består mestadels av skog (58 procent) och sankmarker (33 procent). Avrinningsområdet har 0,1 kvadratkilometer vattenytor vilket ger det en sjöprocent på 2,5 procent.